# Viktorín Ignác Brixi
Viktorín Ignác Brixi (26. června 1716 Plzeň – 30. března 1803 Poděbrady) byl český hudební skladatel, učitel a varhaník.

## Život
Pocházel z hudebního rodu Brixi. Jeho otec byl plzeňský měšťan a kupec Václav Brixi, matka se jmenovala Kateřina. Narodil se v Plzni, ale od sedmi let žil ve Skalsku na Mladoboleslavsku, odkud pocházel jeho otec. Zde také získal základy hudebního vzdělání u bratra své matky, skalského faráře Viktorina Zádolského, hře na varhany ho podle vlastní biografie učil čelakovický učitel Josef Hojer. Podle informace v Dlabačově biografickém slovníku působil rok před vstupem na gymnázium jako diskantista u piaristů v Staré Vodě. Roku 1731 byl pak zapsán na piaristické gymnázium v Kosmonosích s poznámkou „In musica et literis pari pasu ambulat“ („Hudba i písmo mu jdou ruku v ruce“). Na této škole absolvoval roku 1737, přičemž během svých studií také působil jako diskantista a varhaník. Skládal též hudbu pro studentská představení.
Po ukončení gymnasiálních studií nejprve krátce vyučoval klavírní hru v Liberci, načež se stal pomocným kantorem v Poděbradech a varhaníkem tamního kostela Povýšení svatého Kříže. Později v obou funkcích povýšil – stal se kantorem a regenschorim. Byl vynikajícím klavíristou a varhaníkem. Odmítl nabídku svého bratrance, hudebního skladatele a houslového virtuóza Františka Bendy na angažmá v královské kapele pruského císaře Fridricha II. Nabídku na angažmá na svém dvoře mu učinil poté, co ho v Poděbradech slyšel hrát i rakouský císař František Štěpán Lotrinský, manžel Marie Terezie. U jeho učitelském působení a finančním zajištění v Poděbradech je dochována následující úřední zpráva: Poděbrady město; škola panská. Učitel Viktorin Brixy, svobodník, učí latinsky, německy, česky čísti a psáti; též učí počtům a hudbě. Přidělen mu subkantor a vokalista. Ročně béře od vrchnosti 135 zl. 28 kr.; od obce přídavek 39 zl., s pohřby a dávkami pro kůr odhaduje se jeho celoroční příjem na 222 zl. 48 kr.
Jeho syn Matěj (1752–1806) po něm převzal hudební i pedagogické místo.
Zemřel v Poděbradech 30. března 1803 ve věku 86 let, ač v matrice je uveden věk dokonce 89 let. Některé zdroje (např. Helfertova práce v roku 1929 či Dlabačův Lexikon z roku 1815) nepřesně uvádějí datum úmrtí 1. dubna, jedná se ale o datum pohřbu, jak vyplývá z matričních záznamů.

## Dílo
Z inventárních soupisů kůrových hudebnin je zřejmé, že je znám pouze zlomek jeho tvorby, která představuje typickou českou kantorskou produkci 18. století: Tvořil zejména sakrální hudbu, tedy především mše, dále také drobnější liturgické kompozice, například zhudebnění textu litanií či nešpor. Rovněž je autorem několika skladeb pro cembalo a klavír, např. klavírních sonát.
Kompoziční styl děl Viktorina Ignáce Brixiho je podobně jako u jeho příbuzného Františka Xavera Brixiho inspirován neapolskou školou, ovšem na rozdíl od něho jsou Viktorinovy kompozice psány jednodušším stylem.
Dochovalo se sepolkro o umučení Ježíše Krista Jephta (1769) a několik chrámových skladeb z archivu nymburského kostela svatého Jiljí (čtyřhlasá kantáta, offertorium, Missa pastoralis in D). V západočeském Úterý byla nalezena jeho sopránová árie.
V archivu Českého muzea hudby jsou zachována dvě jeho offertoria (sign. L C 539 a L C 540, fond ABE370) v opisu zásadského hudebníka Karla Motejlka.